# West Prairie River
Der West Prairie River  ist ein etwa 200 km langer rechter Nebenfluss des South Heart River in der kanadischen Provinz Alberta.

## Flusslauf
Der West Prairie River entspringt im Westen der Swan Hills. Ursprung ist der 900 m hoch gelegene Lightbulb Lake. Der West Prairie River fließt in überwiegend nördlicher Richtung. Bei Flusskilometer 73 mündet der McGowan Creek von links in den West Prairie River. Bei Flusskilometer 9 passiert der Fluss die Kleinstadt High Prairie. Dort kreuzt der Alberta Highway 2 den Flusslauf. Schließlich mündet der West Prairie River in den South Heart River, etwa 26 km westlich vom Kleinen Sklavensee. Der Fluss weist entlang seinem Lauf zahlreiche Flussschlingen auf. Unterhalb von High Prairie ist der Fluss kanalisiert.

## Hydrologie
Am Pegel 07BF002 bei Flusskilometer 7 beträgt der mittlere Abfluss (MQ) 4,59 m³/s. Der höchste monatliche mittlere Abfluss tritt im Mai auf und liegt bei 14,5 m³/s.